# Unité urbaine de Viarmes
L'unité urbaine de Viarmes est une unité urbaine française centrée sur les communes d' Asnières-sur-Oise, Chaumontel, Luzarches et Viarmes dans le département du Val-d'Oise en région Île-de-France.

## Données générales
Dans le zonage réalisé par l'Insee en 2010, l'unité urbaine était composée de cinq communes.
Dans le nouveau zonage réalisé en 2020, elle est composée des cinq mêmes communes.
En 2022, avec 17 925 habitants, elle représente la 3e unité urbaine du département du Val-d'Oise, après l'unité urbaine de Paris et l'unité urbaine de Fosses et occupe le 17e rang dans la région Île-de-France.
En 2021, sa densité de population s'élève à 364 hab/km2. Par sa superficie, elle représente 3,9 % du territoire départemental et, par sa population, elle regroupe 1,41 % de la population du département du Val-d'Oise.

## Composition de l'unité urbaine en 2020
Elle est composée des cinq communes suivantes :
| Nom               | Code Insee | Département | Statut       | Superficie (km2) | Population (dernière pop. légale) | Densité (hab./km2) | Modifier                                    |
| ----------------- | ---------- | ----------- | ------------ | ---------------- | --------------------------------- | ------------------ | ------------------------------------------- |
| Asnières-sur-Oise | 95026      | Val-d'Oise  | ville-centre | 14,07            | 3 128 (2022)                      | 222                | modifier les données · modifier les données |
| Chaumontel        | 95149      | Val-d'Oise  | ville-centre | 4,23             | 3 340 (2022)                      | 790                | modifier les données · modifier les données |
| Luzarches         | 95352      | Val-d'Oise  | ville-centre | 20,49            | 4 909 (2022)                      | 240                | modifier les données · modifier les données |
| Viarmes           | 95652      | Val-d'Oise  | ville-centre | 8,19             | 5 509 (2022)                      | 673                | modifier les données · modifier les données |
| Seugy             | 95594      | Val-d'Oise  | banlieue     | 1,70             | 1 039 (2022)                      | 611                | modifier les données · modifier les données |

## Évolution démographique
| 1968  | 1975  | 1982   | 1990   | 1999   | 2009   | 2014   | 2021   |
| ----- | ----- | ------ | ------ | ------ | ------ | ------ | ------ |
| 7 313 | 9 204 | 11 566 | 13 702 | 15 358 | 15 943 | 16 682 | 17 736 |

#### Données générales
- Unité urbaine
- Aire d'attraction d'une ville
- Aire urbaine (France)
- Liste des unités urbaines de France

#### Données démographiques en rapport avec l'unité urbaine de Viarmes
- Aire d'attraction de Paris
- Arrondissement de Sarcelles

#### Données démographiques en rapport avec le Val d'Oise
- Démographie du Val-d'Oise